# Croix de Saint-Maurice-de-Lignon
La croix de Saint-Maurice-de-Lignon (ou Croix de l'arbre)  est une croix monumentale située à Saint-Maurice-de-Lignon, en France.

## Généralités
La croix est située en limite du village, sur l'ancienne route allant de Saint-Maurice à Pont-de-Lignon, sur le territoire de la commune de Saint-Maurice-de-Lignon, dans le département de la Haute-Loire, en région Auvergne-Rhône-Alpes, en France.

## Historique
La croix est datée du XVIIe siècle.
La croix est inscrite au titre des monuments historiques par arrêté du 23 septembre 1949.

## Description
La croix est en granit grossier. Elle repose sur un socle en forme de sablier écrasé ou de « meule », surmonté d'un cône tronqué. Au dessus, un fut de section circulaire portant un vaste chapiteau sur lequel repose le croisillon. Celui-ci, de section carrée est de type « ostensoir » : de vastes rayons partent entre les branches de la croix. Les extrémités du croisillon ont des motifs lancéolés.
Au niveau iconographique, un Christ en croix de tradition grecque est représenté.